# Bítovčice
Bítovčice (en allemand : Ober Bitowschitz) est une commune du district de Jihlava, dans la région de Vysočina, en République tchèque. Sa population s'élevait à 410 habitants en 2024.

## Géographie
Bítovčice se trouve à 8 km au nord-est de Brtnice, à 12 km à l'est-sud-est de Jihlava et à 123 km au sud-est de Prague.
La commune est limitée par Vysoké Studnice au nord, par Kamenice à l'est et au sud-est, par Brtnice au sud-ouest, et par Luka nad Jihlavou à l'ouest.

## Histoire
La première mention écrite de la localité date de 1365.

## Transports
Par la route, Bílý Kámen se trouve à 3 km de Luka nad Jihlavou, à 14,5 km de Jihlava et à 146 km de Prague.